# Saint-Martin-de-Landelles
Saint-Martin-de-Landelles é uma comuna francesa na região administrativa da Normandia, no departamento Mancha. Estende-se por uma área de 20,05 km². Em 2010 a comuna tinha 1 190 habitantes (densidade: 59,4 hab./km²).